# アンネのバラ
アンネのバラ（フランス語読みでSouvenir d'Anne Frank スヴニール・ドゥ・アンネ・フランク、あるいは別名アンネの思い出（-おもいで））は、自然を愛し、とりわけバラが好きだったアンネ・フランクの「形見」として捧げられたバラである。日本へは父のオットー・フランクから寄贈された物が広まり、愛と平和のシンボルとなっている。
アンネのバラは蕾の時は赤、開花後に黄金色、サーモンピンク、そして赤へ変色する特徴がある。これは、もし生き延びる事ができたなら、多くの可能性を秘めていたアンネを表現している。

## 歴史
1955年、ベルギーで数多くの品種を作り出した育種家のヒッポリテ・デルフォルヘは、母親が Rêve de Capri で父親が Chanteclerc からなる交配種を作出した。
1959年、ヒッポリテはスイス旅行中にオットーと出会った。アンネの日記に感銘を受けていたヒッポリテは自分が作り出した交配種の中から最も美しいバラをアンネの形見として捧げる事を計画し、オットーの賛同を得た。家でバラを育てる事も提案したが、この時点ではオットーの自宅には庭がないため育てる事ができなかった。
1960年、バラは Souvenir d'Anne Frank （アンネ・フランクの形見） として品種登録された。
1962年、オットーは庭付きの家に引越し、バーゼルの自宅でアンネのバラが栽培できるようになった。
1971年4月4日、イスラエルを訪問公演していた京都府綾部市出身の故・大槻武二が創設したプロテスタントのキリスト教団の聖イエス会しののめ合唱団がネタニアのレストランに居合わせたオットー夫妻と出会い、交流が始まる。
1972年12月25日、オットーから贈られたバラの苗10本が到着したが輸送に時間がかかり枯死寸前だった。バラ愛好家や専門家に分けて育ててもらうも9本が枯死。
1973年春、生き残った1株が京都の嵯峨野で開花。
1975年8月、NHKの教養番組でアンネのバラが紹介される。当初、あまりに話ができすぎているので、番組関係者は手紙と写真を見るまでは疑念に思っていた。
1975年秋、杉並区の高井戸中学校からアンネのバラを育てたいとの要望があり、合唱団が2度目の演奏旅行の折にオットーに依頼。「アンネと同年代の、日本の少年少女たちの夢をかなえてあげたい。」との意向により10本のうち3本が中学に送られる事になった。
1976年3月、日本航空の協力により短期間で大阪空港に到着した2度目の苗木は10本とも状態良好。うち3本は当日中に東京都農業試験場に運ばれ技師達により育てられた。
1980年4月、アンネのバラの教会が献堂される。
2001年4月、日本人学校の教師からアンネのバラの教会に、ドイツでアンネのバラを咲かせることが可能かを尋ねるメールが届く。フランクフルトで聞いた範囲では誰も存在を知らなかったという状況が伝えられた。
2001年冬、検疫に必要な2度の栽培地検査に合格。航空貨物として送ると倉庫に留め置かれ枯死する恐れがあるので手荷物として送る事を提案される。
2002年1月、関空にて輸出検査に合格。バラがアンネの生誕地フランクフルトに里帰りする。
2012年1月、英国のマンチェスターで国際ホロコースト記念日にアンネのバラが植樹される。同日、バーンリーでも植樹される。
2012年3月、日本で増えたバラが英国ヨークの地にて植樹。ミュージカル Souvenir d'Anne Frank の主役の Azusa Ono と Elizabeth Mansfield が地元の小学生らと参加。
2014年、アンネの日記破損事件が発生。被害の大きかった杉並区は区の全図書館にアンネのバラを植えていくことを決め、中央図書館に駐日イスラエル大使、日本ユダヤ教団会長、駐日オランダ大使館一等書記官らを招き植樹式を行なった。

## 性質
フロリバンダ系のモダンローズの一栽培品種である。直立性の低木で、高さ80センチに達する。葉は光沢のある緑色である。中輪の花は繊細な杏とオレンジの混合色、房咲き、香りは穏やか、17の花弁を有する。中輪の花は八重咲きか半八重咲きである。花の勢いに波はあるものの四季咲きである。このバラは棘が鋭い。丈夫で日陰に耐えるので園芸家に人気がある。寒さや病気にも強い。

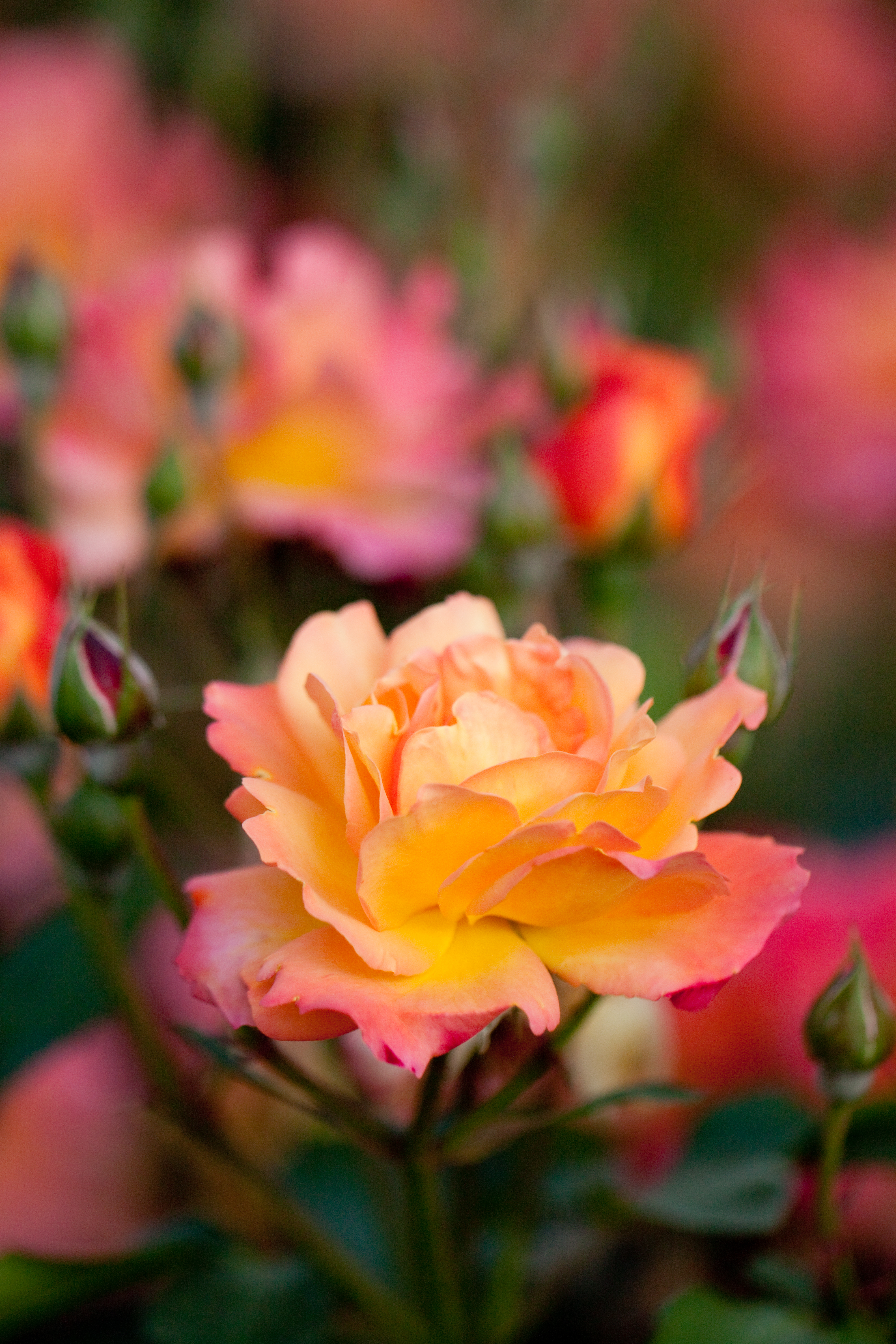
京都府立植物園
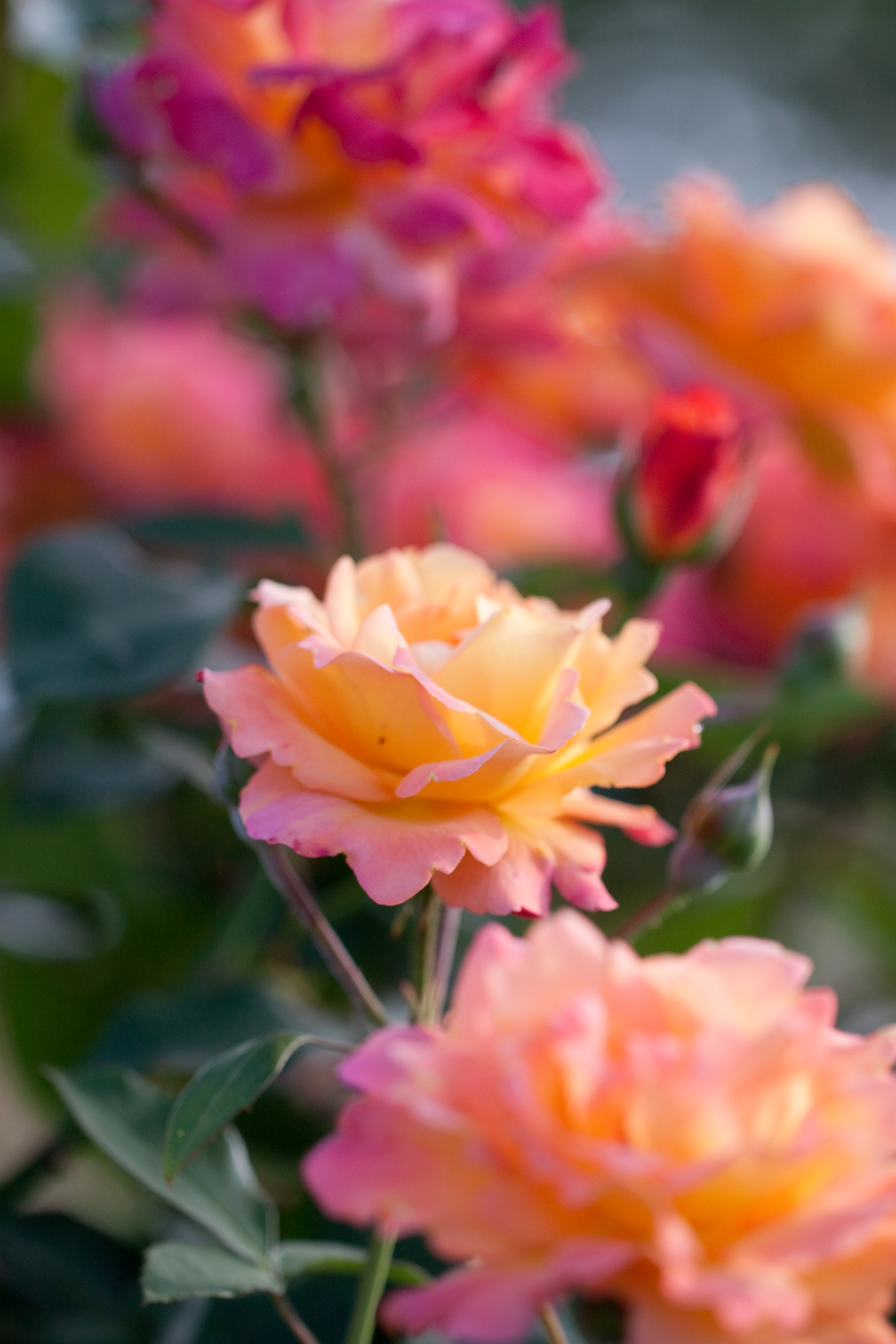
京都府立植物園
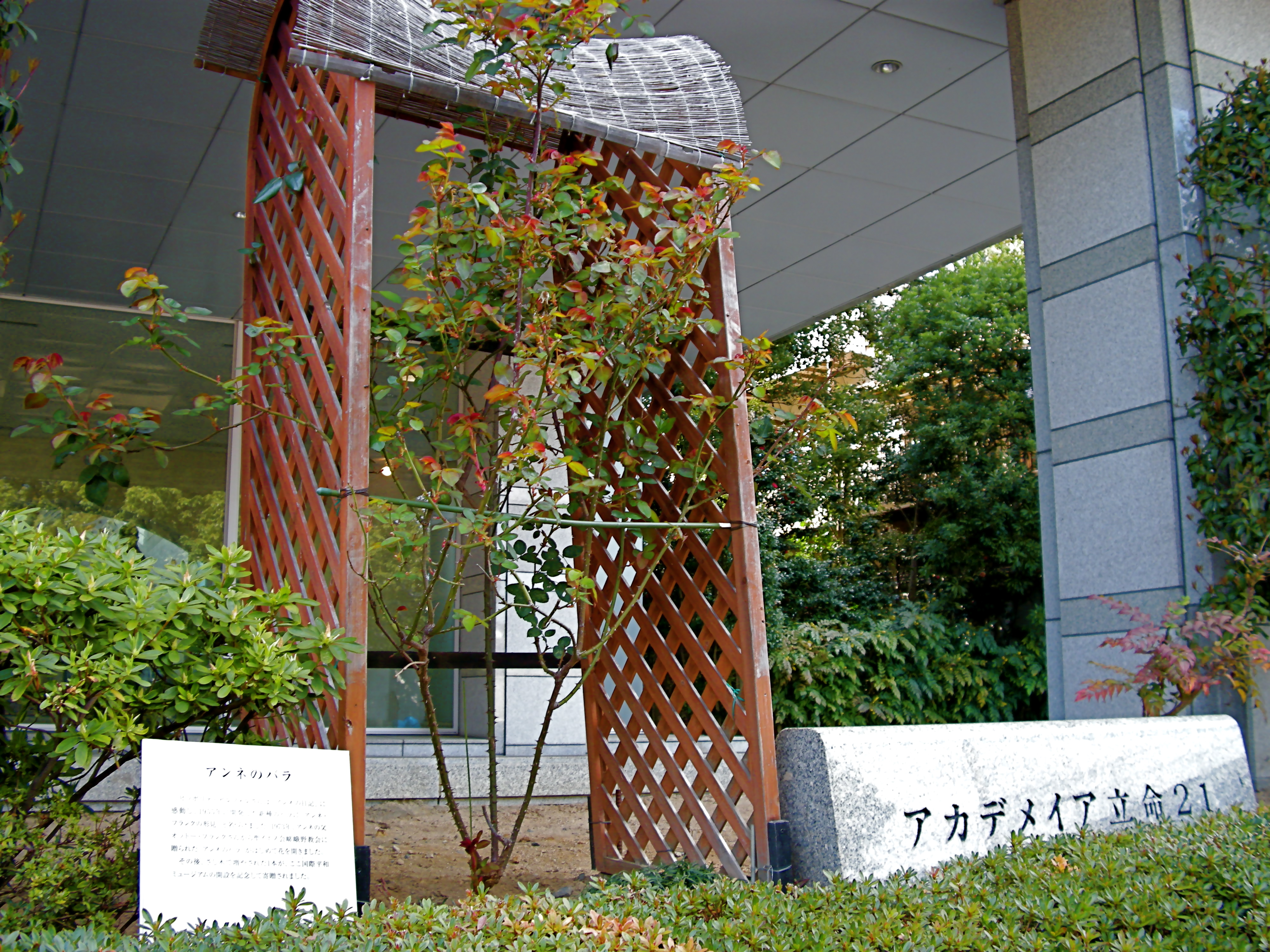
立命館大学 衣笠キャンパス
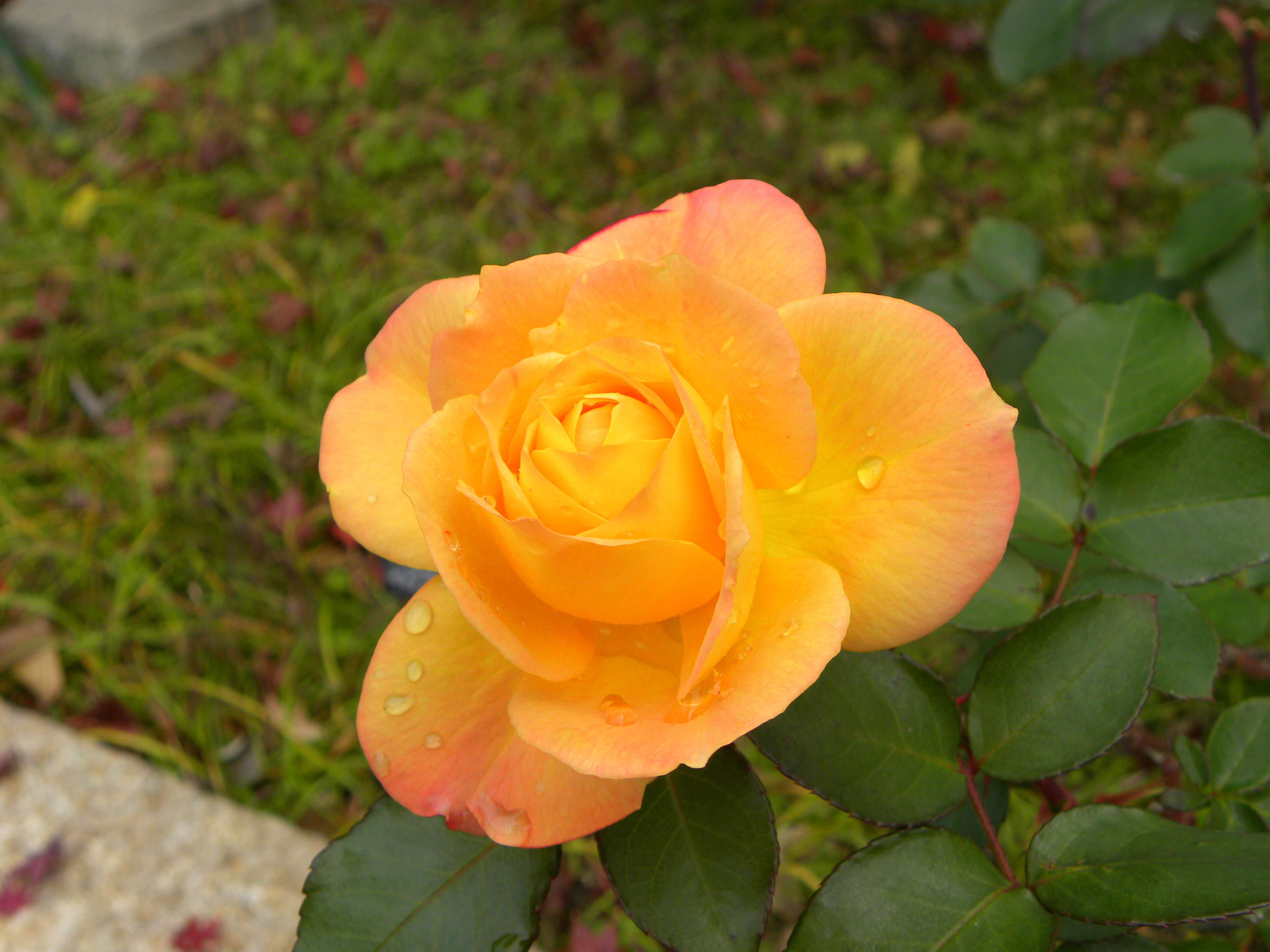
神戸市須磨区 須磨離宮公園
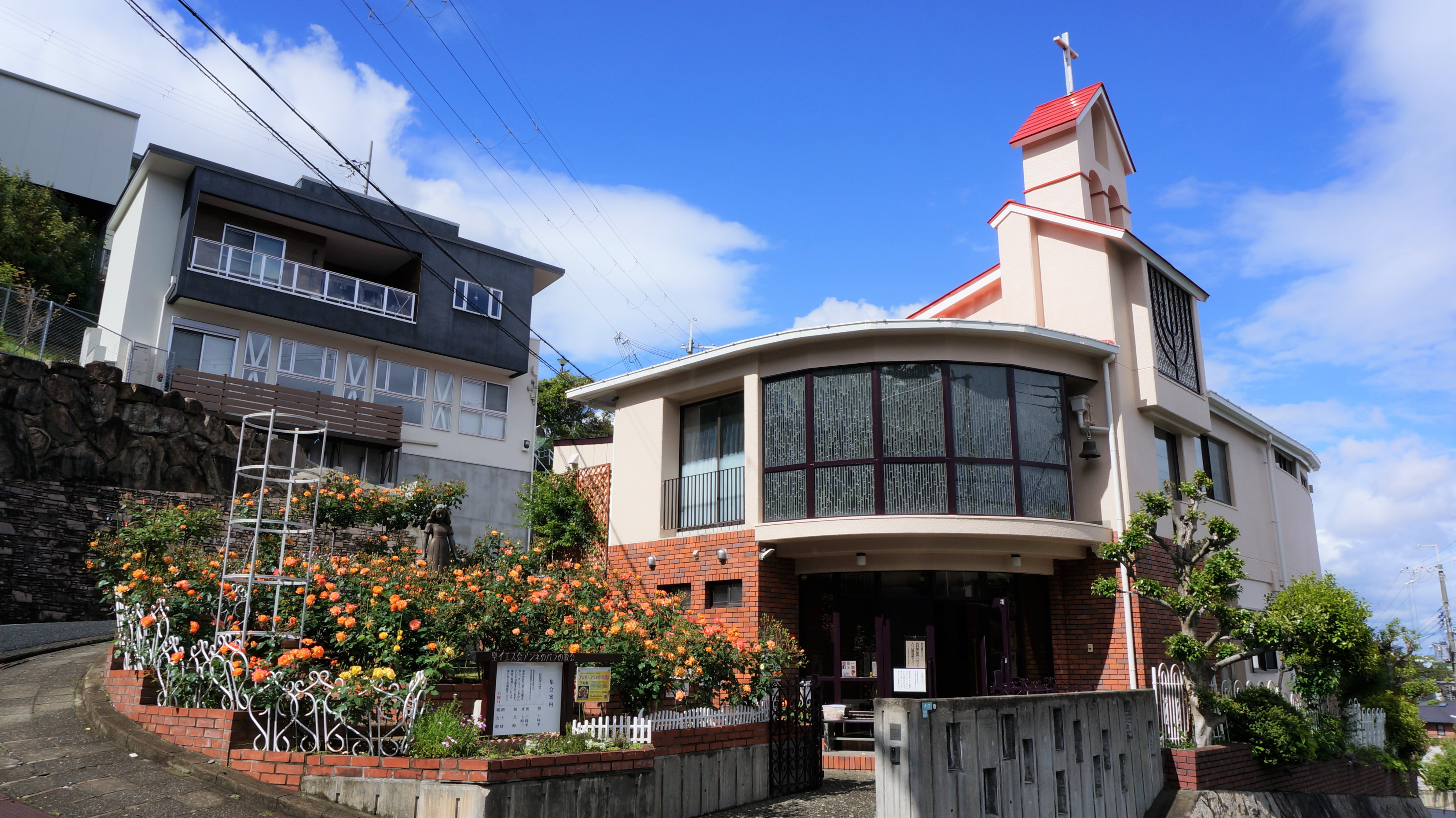
アンネのバラの教会（西宮市）

## 栽培
この品種は一般的に病気に強いが、湿度が高いまたは換気が悪い環境では黒星病に罹る可能性がある。このバラは人気があり丈夫なので、世界中で植えられている。切り花として利用するのに適し、低木としても接木としても、大きなコンテナ容器で育てることができる。

## 苗の入手方法
- 篤志家が開催する[39]接ぎ木会に参加する[40]。
- 既に育てている学校・団体から増えた物が配布される事がある。ただし個人での応募は不可な場合が多い[41]。
- 自治体によっては配布を行う（有償の例、無償だが抽選で品種が選べず開花時に写真提供を求められる例）。
- 苗を購入する事もできる（育種業者の例1[42] 2[43] 3[44] 4[45] 5[46]）。

## ミュージカル
アンネのバラを扱ったミュージカルが制作・上演されている。
Souvenir d'Anne Frank
2012年に英国各地でツアーを行った。
『バラに願いを～親愛なるアンネ・フランクへ～』
兵庫県にて県民創作ミュージカルが上演された。
映画に Anne Frank Remembered (字義 "se souvenir d'Anne Frank") というタイトルの物があるが、こちらはアンネのバラとは関係ない。